# Phelps (Kentucky)
Phelps é uma Região censo-designada localizada no estado americano de Kentucky, no Condado de Pike.

## Demografia
Segundo o censo americano de 2000, a sua população era de 1053 habitantes.

## Geografia
De acordo com o United States Census Bureau tem uma área de
23,1 km², dos quais 23,1 km² cobertos por terra e 0,0 km² cobertos por água.

## Localidades na vizinhança
O diagrama seguinte representa as localidades num raio de 24 km ao redor de Phelps.